# Paul Henare
Paul Henare, né le 4 mars 1979 à Napier, en Nouvelle-Zélande, est un joueur néo-zélandais de basket-ball, évoluant au poste de meneur. 